# Sinaloa de Leyva
Sinaloa de Leyva is een stadje in de Mexicaanse deelstaat Sinaloa. Sinaloa de Leyva heeft 4.530 inwoners (census 2005) en is de hoofdplaats van de gemeente Sinaloa.
Sinaloa de Leyva was in het verleden de hoofdstad van de deelstaat.